# Pålnäsgrynnan
Pålnäsgrynnan är en ö i Finland. Den ligger i Norra kvarken eller Bottenhavet och i kommunen Korsnäs i den ekonomiska regionen  Vasa i landskapet Österbotten, i den västra delen av landet. Ön ligger omkring 46 kilometer sydväst om Vasa och omkring 350 kilometer nordväst om Helsingfors.
Öns area är 4,4 hektar och dess största längd är 430 meter i nord-sydlig riktning.